# Marvel vs. Capcom
Marvel vs. Capcom (マーヴル VS. カプコン, Māvuru bāsasu Kapukon) est une série de jeux vidéo de combat créée par Capcom dans laquelle les personnages les plus emblématiques du développeur japonais sont opposés aux super-héros des Marvel Comics.
Aux États-Unis, la série Marvel vs. Capcom est peut-être la plus populaire déclinaison de Street Fighter car elle permet aux héros de comics de se battre contre ou aux côtés des World Warriors.
Les personnages Marvel utilisés dans ces jeux sont souvent basés sur leurs incarnations dans des séries télévisées du début des années 1990 (en particulier les X-Men) et furent souvent doublés par les mêmes acteurs.
Parmi ces personnages, beaucoup furent développés pour deux jeux de combat qui servirent de précurseurs à la série : X-Men: Children of the Atom et Marvel Super Heroes.
Bien que le concept de combat par équipe ne soit pas nouveau, il fut amélioré pour la série. Une nouvelle terminologie fut ajoutée aux jeux de combat, telle les notions d'Aerial Rave ou de Variable Combination.

## Historique
Le partenariat de Capcom avec Marvel Comics débute en 1993 avec la sortie de The Punisher, un jeu de type beat them all sorti sur arcade basé sur le comics du même nom. Capcom crée ensuite son premier jeu de combat sous licence Marvel, X-Men: Children of the Atom en 1994 suivi de Marvel Super Heroes en 1995. Ces deux jeux constitueront les bases pour la série Marvel vs. Capcom, avec des améliorations au fil des épisodes.
La première idée d'incorporer des combats par équipe provient du jeu Street Fighter Alpha: Warriors' Dreams de Capcom paru en 1995. Street Fighter Alpha possède un mode de jeu du nom de « Dramatic Battle Mode » accessible via un code secret, le mode est composé uniquement d'un combat de Ryu et Ken contre M. Bison. La particularité du mode est de proposer deux joueurs humains affrontant un adversaire, contrôlé par l'ordinateur. Capcom y voit un concept unique et décide à travailler sur son prochain projet.
Pour ce concept, Capcom décide de combiner la franchise X-Men de Marvel avec leur propre franchise Street Fighter, le premier jeu de la série s'intitule logiquement X-Men vs. Street Fighter et sort en 1996 sur borne d'arcade. Le deuxième épisode sort une année plus tard en 1997, intitulé Marvel Super Heroes vs. Street Fighter reflétant le casting du jeu, où une bonne partie des personnages provenant de la franchise X-Men est remplacée par d'autres héros de l'univers Marvel. Ce second volet marque l'arrivée des personnages de soutien.
La série se poursuit en 1998 avec la sortie du troisième épisode baptisé Marvel vs. Capcom: Clash of Super Heroes. La majorité des personnages de la série Street Fighter est remplacée par des personnages dérivés d'autres séries de jeu de Capcom, tels que Mega Man ou encore Darkstalkers. En 1999, Capcom annonce une nouvelle suite intitulée Marvel vs. Capcom 2: New Age of Heroes. Le titre est publié sur arcade et sur Dreamcast au cours de l'année 2000 et est porté sur PlayStation 2 et Xbox en 2002. La même année, après la sortie de MVC2 sur PlayStation 2 et Xbox, Capcom perd les droits pour l'utilisation de la licence Marvel dans leur jeux de combat, plaçant ainsi la série au point mort,. En 2008, Capcom publie Street Fighter IV, qui rencontre un succès mondial et marque le retour des jeux de combat. Marvel fait appel alors à Capcom pour une nouvelle collaboration entre les deux sociétés. Marvel vs. Capcom 3: Fate of Two Worlds est annoncé par Capcom en avril 2010, puis annonce la sortie du jeu sur PlayStation 3 et Xbox 360 pour février 2011 en Amérique du Nord et en Europe. La même année, une mise à jour du jeu intitulée Ultimate Marvel vs. Capcom 3 est annoncée pour une sortie en fin d'année. Le jeu est édité sur PlayStation Vita et fait partie des jeux de lancement pour la sortie de la console au Japon.
À la suite de la sortie de Ultimate Marvel vs Capcom 3 pour la PlayStation Vita en 2012, la nouvelle société mère de Marvel, The Walt Disney Company, qui a acquis Marvel en 2009, a choisi de ne pas renouveler la licence de Capcom avec les personnages Marvel, mais de les intégrer dans sa propre série Disney Infinity. En conséquence, Capcom a dû retirer Ultimate Marvel vs Capcom 3 et Marvel vs Capcom 2 de leurs plateformes en ligne en 2013,,. Cepdendant, en 2016, Disney annonce sa décision d'annuler la série Disney Infinity, d'arrêter ses efforts d'auto-édition et de passer à un modèle sous licence uniquement, ce qui lui permet d'accorder des licences pour ses personnages à des développeurs de jeux tiers, dont Capcom,. Fin 2016, Capcom annonce Marvel vs. Capcom: Infinite sur PlayStation 4, Xbox One et PC,. La sortie est ensuite programmée en septembre 2017.

## Style de jeu

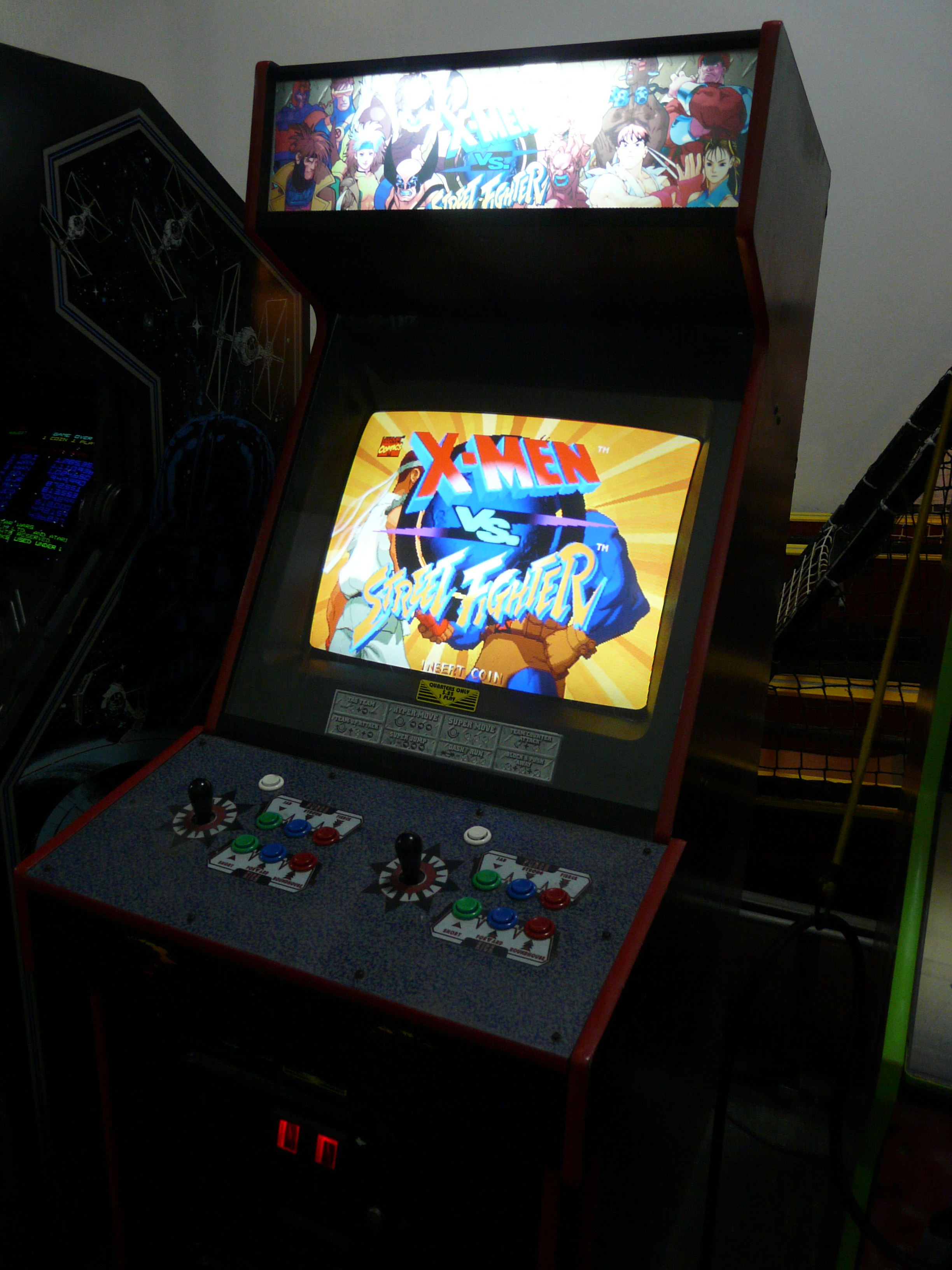
Borne de X-Men vs. Street Fighter.

L'origine du gameplay de la série Marvel vs. Capcom provient initialement des jeux de combat de Capcom X-Men: Children of the Atom et Marvel Super Heroes, sortis respectivement en 1994 et en 1995. Les joueurs s'affrontent en utilisant des personnages aux mouvements uniques et aux attaques spéciales. En combinant les mouvements du joystick et les pressions sur les boutons, les joueurs doivent exécuter différents mouvements pour vaincre leur adversaire en épuisant leur jauge de vie, ou bien, avoir la jauge de santé la moins endommagée une fois le temps écoulé,,,,.
Ces deux titres mettent l'accent sur le combat individuel, là où la série Marvel vs. Capcom innove au niveau des combats, avec des combats qui se déroulent par équipe. Les joueurs choisissent plusieurs personnages pour former des équipes de deux ou trois combattants. Chaque personnage de l'équipe possède sa propre jauge de vie. Les joueurs contrôlent un personnage à la fois, tandis que les autres attendent leur tour hors de l'écran. Les joueurs sont également libres de changer de personnage à tout moment de la partie. Un personnage qui a reçu des dégâts a la possibilité de récupérer une partie de ses points de vie, qui sont représentés en rouge dans la jauge, s'il est remplacé pendant le combat.
Chaque épisode successif de Marvel vs. Capcom a ajouté, supprimé ou modifié des éléments de gameplay au cours de la série. Le premier épisode, X-Men vs. Street Fighter, a implémenté la caractéristique commune de la série avec des combats de deux personnages contre deux,. Marvel Super Heroes vs. Street Fighter innove avec le concept d'assistance, permettant au joueur de faire appel à son partenaire hors écran pour effectuer un coup spécial sans changer de personnage,. Cette fonction est modifiée avec le troisième épisode Marvel vs. Capcom: Clash of Super Heroes, où dans chaque combat, un troisième personnage aléatoire et non-jouable vient s'ajouter pour assister le joueur avec coup prédéfini et limité à quelques utilisations par tour.
Ce système est réutilisé dans Marvel vs. Capcom 2: New Age of Heroes, permettant toujours aux joueurs de faire appel aux personnages de soutien à tout moment du match et sans contrainte. Marvel vs. Capcom 2 augmente le nombre de personnages dans les équipes, avec des combats à trois contre trois.

## Personnages

### Personnages Capcom
| Personnage        | Origine                              | Apparitions | Apparitions | Apparitions | Apparitions | Apparitions | Apparitions | Apparitions |
| Personnage        | Origine                              | XvSF        | MSHvSF      | MvC         | MvC2        | MvC3        | UMvC3       | MvCI        |
| ----------------- | ------------------------------------ | ----------- | ----------- | ----------- | ----------- | ----------- | ----------- | ----------- |
| Akuma             | Super Street Fighter II Turbo        | Oui         | Oui         | Non         | Oui         | Oui         | Oui         | Non         |
| Albert Wesker     | Resident Evil                        | Non         | Non         | Non         | Non         | Oui         | Oui         | Non         |
| Amaterasu         | Ōkami                                | Non         | Non         | Non         | Non         | Oui         | Oui         | Non         |
| Anakaris          | Vampire Savior                       | Non         | Non         | Non         | Oui         | Non         | Non         | Non         |
| Arthur            | Ghosts'n Goblins                     | Non         | Non         | Non         | Non         | Oui         | Oui         | Oui         |
| Baby Bonnie Hood  | Vampire Savior                       | Non         | Non         | Non         | Oui         | Non         | Non         | Non         |
| Cammy             | SSF II: The New Challengers          | Oui         | Non         | Non         | Oui         | Non         | Non         | Non         |
| Captain Commando  | Captain Commando                     | Non         | Non         | Oui         | Oui         | Non         | Non         | Non         |
| Charlie Nash      | Street Fighter Alpha                 | Oui         | Oui         | Non         | Oui         | Non         | Non         | Non         |
| Chris Redfield    | Resident Evil                        | Non         | Non         | Non         | Non         | Oui         | Oui         | Oui         |
| Chun-Li           | Street Fighter II: The World Warrior | Oui         | Oui         | Oui         | Oui         | Oui         | Oui         | Oui         |
| Crimson Viper     | Street Fighter IV                    | Non         | Non         | Non         | Non         | Oui         | Oui         | Non         |
| Dan Hibiki        | Street Fighter Alpha                 | Non         | Oui         | Non         | Oui         | Non         | Non         | Non         |
| Dante             | Devil May Cry                        | Non         | Non         | Non         | Non         | Oui         | Oui         | Oui         |
| Dhalsim           | Street Fighter II: The World Warrior | Oui         | Oui         | Non         | Oui         | Non         | Non         | Non         |
| Felicia           | Darkstalkers: The Night Warriors     | Non         | Non         | Non         | Oui         | Oui         | Oui         | Non         |
| Firebrand         | Ghosts'n Goblins                     | Non         | Non         | Non         | Non         | Non         | Oui         | Oui         |
| Guile             | Street Fighter II: The World Warrior | Non         | Non         | Non         | Oui         | Non         | Non         | Non         |
| Hayato Kanzaki    | Star Gladiator: I - Final Crusade    | Non         | Non         | Non         | Oui         | Non         | Non         | Non         |
| Hsien-Ko          | Darkstalkers' Revenge                | Non         | Non         | Non         | Non         | Oui         | Oui         | Non         |
| Jedah Dohma       | Vampire Savior                       | Non         | Non         | Non         | Non         | Non         | Non         | Oui         |
| Jill Valentine    | Resident Evil                        | Non         | Non         | Non         | Oui         | DLC         | DLC         | Non         |
| Jin Saotome       | Cyberbots: Fullmetal Madness         | Non         | Non         | Oui         | Oui         | Non         | Non         | Non         |
| Ken Masters       | Street Fighter                       | Oui         | Oui         | Non         | Oui         | Non         | Non         | Non         |
| M. Bison          | Street Fighter II: The World Warrior | Oui         | Oui         | Non         | Oui         | Non         | Non         | Non         |
| Mega Man          | Mega Man                             | Non         | Non         | Oui         | Oui         | Non         | Non         | Non         |
| Mike Haggar       | Final Fight                          | Non         | Non         | Non         | Non         | Oui         | Oui         | Oui         |
| Monster Hunter    | Monster Hunter                       | Non         | Non         | Non         | Non         | Non         | Non         | DLC         |
| Morrigan Aensland | Darkstalkers: The Night Warriors     | Non         | Non         | Oui         | Oui         | Oui         | Oui         | Oui         |
| Nemesis           | Resident Evil 3: Nemesis             | Non         | Non         | Non         | Non         | Non         | Non         | Oui         |
| Phoenix Wright    | Phoenix Wright: Ace Attorney         | Non         | Non         | Non         | Non         | Non         | Oui         | Non         |
| Rad Spencer       | Bionic Commando                      | Non         | Non         | Non         | Non         | Oui         | Oui         | Oui         |
| Roll              | Mega Man                             | Non         | Non         | Oui         | Oui         | Non         | Non         | Non         |
| Ryu               | Street Fighter                       | Oui         | Oui         | Oui         | Oui         | Oui         | Oui         | Oui         |
| Sakura Kasugano   | Street Fighter Alpha 2               | Non         | Oui         | Non         | Oui         | Non         | Non         | Non         |
| Servbot           | Mega Man Legends                     | Non         | Non         | Non         | Oui         | Non         | Non         | Non         |
| Sigma             | Mega Man X                           | Non         | Non         | Non         | Non         | Non         | Non         | DLC         |
| Strider Hiryu     | Strider                              | Non         | Non         | Oui         | Oui         | Non         | Oui         | Oui         |
| Trish             | Devil May Cry                        | Non         | Non         | Non         | Non         | Oui         | Oui         | Non         |
| Tron Bonne        | Mega Man Legends                     | Non         | Non         | Non         | Oui         | Oui         | Oui         | Non         |
| Vergil            | Devil May Cry                        | Non         | Non         | Non         | Non         | Non         | Oui         | Non         |
| Viewtiful Joe     | Viewtiful Joe                        | Non         | Non         | Non         | Non         | Oui         | Oui         | Non         |
| X                 | Mega Man X                           | Non         | Non         | Non         | Non         | Non         | Non         | Oui         |
| Zangief           | Street Fighter II: The World Warrior | Oui         | Oui         | Oui         | Oui         | Non         | Non         | Non         |
| Zero              | Mega Man X                           | Non         | Non         | Non         | Non         | Oui         | Oui         | Oui         |

### Personnages Marvel
| Personnage      | Origine (première apparition / première parution) | Apparitions | Apparitions | Apparitions | Apparitions | Apparitions | Apparitions | Apparitions |
| Personnage      | Origine (première apparition / première parution) | XvSF        | MSHvSF      | MvC         | MvC2        | MvC3        | UMvC3       | MvCI        |
| --------------- | ------------------------------------------------- | ----------- | ----------- | ----------- | ----------- | ----------- | ----------- | ----------- |
| Apocalypse      | Facteur-X #5                                      | Oui         | Oui         | Non         | Non         | Non         | Non         | Non         |
| Blackheart      | Daredevil #270                                    | Non         | Oui         | Non         | Oui         | Non         | Non         | Non         |
| Black Panther   | Quatre Fantastiques #52                           | Non         | Non         | Non         | Non         | Non         | Non         | DLC         |
| Black Widow     | Tales of Suspense #52                             | Non         | Non         | Non         | Non         | Non         | Non         | DLC         |
| Cable           | Uncanny X-Men #201                                | Non         | Non         | Non         | Oui         | Non         | Non         | Non         |
| Captain America | Captain America Comics #1                         | Non         | Oui         | Oui         | Oui         | Oui         | Oui         | Oui         |
| Captain Marvel  | Marvel Super-Heroes #12                           | Non         | Non         | Non         | Non         | Non         | Non         | Oui         |
| Colossus        | Giant-Size X-Men #1                               | Non         | Non         | Non         | Oui         | Oui         | Oui         | Oui         |
| Cyclope         | Uncanny X-Men #1                                  | Oui         | Oui         | Non         | Oui         | Non         | Non         | Non         |
| Deadpool        | Nouveaux Mutants #98                              | Non         | Non         | Non         | Non         | Oui         | Oui         | Non         |
| Doctor Doom     | Quatre Fantastiques #5                            | Non         | Non         | Non         | Oui         | Oui         | Oui         | Non         |
| Docteur Strange | Strange Tales #110                                | Non         | Non         | Non         | Non         | Non         | Oui         | Oui         |
| Dormammu        | Strange Tales #126                                | Non         | Non         | Non         | Non         | Oui         | Oui         | Oui         |
| Galactus        | Quatre Fantastiques #48                           | Non         | Non         | Non         | Non         | Non         | Oui         | Non         |
| Gambit          | Uncanny X-Men #266                                | Oui         | Non         | Oui         | Oui         | Non         | Non         | Non         |
| Gamora          | Strange Tales #180                                | Non         | Non         | Non         | Non         | Non         | Non         | Oui         |
| Ghost Rider     | Marvel Spotlight #5                               | Non         | Non         | Non         | Non         | Non         | Oui         | Oui         |
| Hawkeye         | Tales of Suspense #57                             | Non         | Non         | Non         | Non         | Non         | Oui         | Oui         |
| Hulk            | The Incredible Hulk #1                            | Non         | Oui         | Oui         | Oui         | Oui         | Oui         | Oui         |
| Iceman          | X-Men Vol. 1 - #1                                 | Non         | Non         | Non         | Oui         | Non         | Non         | Non         |
| Iron Fist       | Marvel Premiere #15                               | Non         | Non         | Non         | Non         | Non         | Oui         | Non         |
| Iron Man        | Tales of Suspense #39                             | Non         | Non         | Non         | Oui         | Oui         | Oui         | Oui         |
| Juggernaut      | X-Men #12                                         | Oui         | Non         | Non         | Oui         | Non         | Non         | Non         |
| Magneto         | Uncanny X-Men #1                                  | Oui         | Non         | Non         | Oui         | Oui         | Oui         | Non         |
| Marrow          | Cable #15                                         | Non         | Non         | Non         | Oui         | Non         | Non         | Non         |
| MODOK           | Tales of Suspense #94                             | Non         | Non         | Non         | Non         | Oui         | Oui         | Non         |
| Nova            | The Man Called Nova #1                            | Non         | Non         | Non         | Non         | Non         | Oui         | Oui         |
| Omega Red       | X-Men Vol. 2 - #4                                 | Non         | Oui         | Non         | Oui         | Non         | Non         | Non         |
| Onslaught       | X-Men Vol. 2 - #53                                | Non         | Non         | Oui         | Non         | Non         | Non         | Non         |
| Phoenix         | Uncanny X-Men #1                                  | Non         | Non         | Non         | Non         | Oui         | Oui         | Non         |
| Psylocke        | Captain Britain #8                                | Non         | Non         | Non         | Oui         | Non         | Non         | Non         |
| Rocket Raccoon  | Marvel Preview #7                                 | Non         | Non         | Non         | Non         | Non         | Oui         | Oui         |
| Rogue           | Avengers Annual #10                               | Oui         | Non         | Non         | Oui         | Non         | Non         | Non         |
| Sabretooth      | Iron Fist #14                                     | Oui         | Non         | Non         | Oui         | Non         | Non         | Non         |
| Sentinel        | X-Men Vol. 1 - #14                                | Non         | Non         | Non         | Oui         | Oui         | Oui         | Non         |
| She-Hulk        | Savage She-Hulk #1                                | Non         | Non         | Non         | Non         | Oui         | Oui         | Non         |
| Shuma-Gorath    | Marvel Premiere #5                                | Non         | Oui         | Non         | Oui         | DLC         | DLC         | Non         |
| Silver Samurai  | Daredevil #1                                      | Non         | Non         | Non         | Oui         | Non         | Non         | Non         |
| Spider-Man      | Amazing Fantasy #1                                | Non         | Oui         | Oui         | Oui         | Oui         | Oui         | Oui         |
| Spiral          | Longshot #1                                       | Non         | Non         | Non         | Oui         | Non         | Non         | Non         |
| Storm           | Giant-Size X-Men #1                               | Oui         | Non         | Non         | Oui         | Oui         | Oui         | Non         |
| Super-Skrull    | Quatre Fantastiques #1                            | Non         | Non         | Non         | Non         | Oui         | Oui         | Non         |
| Taskmaster      | Les Vengeurs #195                                 | Non         | Non         | Non         | Non         | Oui         | Oui         | Non         |
| Thanos          | Iron Man #1                                       | Non         | Non         | Non         | Oui         | Non         | Non         | Oui         |
| Thor            | Journey into Mystery #1                           | Non         | Non         | Non         | Non         | Oui         | Oui         | Oui         |
| Ultron          | Les Vengeurs #54                                  | Non         | Non         | Non         | Non         | Non         | Non         | Oui         |
| Venom           | Web of Spider-Man #18                             | Non         | Non         | Oui         | Oui         | Non         | Non         | DLC         |
| War Machine     | Iron Man #1                                       | Non         | Non         | Oui         | Oui         | Non         | Non         | Non         |
| Winter Soldier  | Captain America #5                                | Non         | Non         | Non         | Non         | Non         | Non         | DLC         |
| Wolverine       | The Incredible Hulk #180                          | Oui         | Oui         | Oui         | Oui         | Oui         | Oui         | Non         |
| X-23            | X-Men: Evolution #40                              | Non         | Non         | Non         | Non         | Oui         | Oui         | Non         |